# Čerlak
Čerlak (in russo Черлак?) è un insediamento operaio dell'oblast' di Omsk, in Russia, nella parte sud della Siberia Occidentale. È il centro amministrativo del distretto Čerlakskij.
Si trova al confine tra la steppa di Barabinsk e la valle del fiume Irtyš, la maggior parte del villaggio si trova sulla riva destra del fiume, 150 km a sud-est di Omsk.